# Suzuki Van Van
RV Van Van o semplicemente Van Van è il nome di due distinte motociclette prodotte dall'azienda giapponese Suzuki, dapprima dal 1972 al 1982 e, in seguito, dal 2003.

## Van Van prima serie
La produzione che va dal 1972 al 1982 era caratterizzata dalla presenza del motore a due tempi raffreddato ad aria nelle cilindrate 125, 90, 75 e 50 cm³.
Il modello era caratterizzato da pneumatici sovradimensionati, uno scarico rialzato con griglia cromata molto evidente e da un serbatoio di limitata capacità. Come opzione era disponibile una tanica supplementare di curiosa forma toroidale che veniva trasportata dentro un cestello cromato che veniva fissato sul lato sinistro.  Le prestazioni erano relativamente modeste, considerata anche la tenuta di strada non ideale a causa del tipo di pneumatici adottati. e l'impianto frenante era composto da freni a tamburo su entrambe le ruote
Per soddisfare la legislazione in vigore nella Germania Occidentale, veniva anche prodotta la versione RV 80, guidabile a 16 anni.
Il modello RV 90 sul mercato statunitense era in vendita con la denominazione Rover.

## Van Van seconda serie

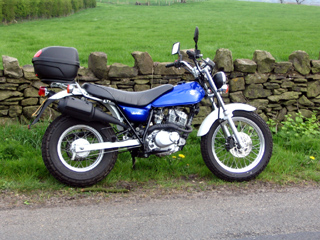
RV Van Van del 2005

Dal 2003 il nome viene riutilizzato per un nuovo modello, molto diverso dal predecessore omonimo. In questo caso l'architettura generale è di stampo più classico: pur restando gli pneumatici tassellati, non è più così evidente lo squilibrio con il resto della moto, le cui dimensioni sono aumentate rispetto al passato. Anche il serbatoio è di forma più classica e con 6,5 l di capacità.
La motorizzazione passa da due tempi a quattro tempi e nella sola cilindrata 125cc, con la lubrificazione del motore che è a carter umido. Dal 2007 si passa dall'alimentazione con carburatore Mikuni BS26 a quella con iniezione.
Anche l'impianto frenante viene adeguato in conseguenza delle diverse prestazioni, con la presenza di freno a disco sull'anteriore e sempre a tamburo sul retrotreno.
Nel 2016 viene introdotta la cilindrata 200, che si differenzi dal 125 solo per il motore e la rapportatura del cambio.